# Branislav Prelević
Branislav Prelević, (en serbio Бранислав Прелевић), conocido como Bane Prelevic, fue un jugador de baloncesto serbio, que ocupaba la posición de escolta. Nació el 19 de diciembre de 1966, en Belgrado, Serbia. También poseía la nacionalidad griega. Destacaba por su tiro de perímetro.

## Clubes
- 1986-88 Estrella Roja de Belgrado
- 1988-96 PAOK Salónica
- 1996-97 Virtus Pallacanestro Bologna
- 1997-99 AEK Atenas
- 1999-00 PAOK Salónica

## Palmarés
- Liga de Grecia: 1

PAOK Salónica BC: 1991-92
- Copa de Grecia: 1

PAOK Salónica BC: 1995
- Recopa de Europa: 1

PAOK Salónica BC: 1991
- Copa Korać: 1

PAOK Salónica BC: 1994
- Copa de Italia: 1

Virtus Bologna: 1997